# BAD INFLUENCE
『BAD INFLUENCE』（バッド・インフルエンス）は、日本のロックバンド THE STREET SLIDERS6作目のオリジナル・アルバム。1987年10月1日EPIC・ソニーより発売。

## 解説
4thアルバム『夢遊病』以来のロンドン・レコーディング。プロデューサーにジェレミー・グリーンを迎え、レコーディングした曲は全て日本で作詞・作曲を行い、ラフなデモ・テープを用意。曲のアレンジをロンドンで行っている。
プロデューサーのジェレミー・グリーンはリズム&ブルースやソウル・ミュージックが得意で、スライダーズのメンバーもジェレミーの作品はずっと聴いていた。4人が音を出せばジェレミーはわかったという。
日本語歌詞の内容はプロデューサーにかなり細かいところまで伝えている。
ジェレミー・グリーンは基本ブルースマンなので、ナチュラルな音作りを志向した。例えばドラムスならパワフルな音を機械で作るのでなく、生のタイコから出力される音を拾うそのマイク・アレンジが素晴らしく、ドラムスの音作りだけで1日かけている。このアルバムではスネア・ドラムは音のニュアンスが違う5種類を使い分けて使用している。
「（このアルバムは）今の自分達のノリにフィットしてる。自然な形」（ハリー）。
「今回（のアルバム）は、曲と詞がある程度先にできてからバンドに持っていくパターン。でも“ダイヤモンドをおくれよ”や“Don't Stop the Beat”のメロディは（メンバーと）ジャムでつくった」（ハリー）
「“Baby,途方に暮れてるのさ”…レゲエはよく（メンバーと）ジャムしてたけど、それを今回はオリジナルに昇華させた」（ハリー）
「EASY ACTION」は、音楽業界に対してシビアな内容を含むと解釈する者もあったが、「とり方によってはそう感じると思うけど、音楽業界に対しての曲じゃないから。ただ、EASY ACTIONしてるだけ」（蘭丸）
「今回はすごくストレート」（ハリー）
「（「EASY ACTION」のような）ニュアンスのフレーズを2〜3出したりしてるのは、もともとそういう気持ちがあったから。今回は一曲一曲の輪郭がはっきりしている」（蘭丸）
「欲はどんどん強くなってて、アルバムは充実したし、たまってた部分、こうやりたい部分は出せた」（ZUZU）
アルバム『天使たち』〜『BAD INFLUENCE』にかけて、スライダーズの曲やアレンジに変化が感じられる。普段聴いてる音楽が変わったか聞かれたことに対し、「それはないと思う。メンバーも長い間、レゲエを聴いたりしてる。その辺の溜まってたものが今回オリジナルで出てきた。（…中略）バンドとしても新陳代謝が（あっても）良いのではないかと」（ハリー）
「今までのスライダーズのアルバムで最も印象に残ってるもの」とインタビューで聞かれた質問に対して、ジェームスは『BAD INFLUENCE』と答えている。理由は、「今まで以上に手間をかけた」

## アートワーク、パッケージ
アルバムの帯には以下のキャッチコピーが記載されている。

## 収録曲

### SIDE A
1. ダイヤモンドをおくれよ - (4:50)
  - Words by Joy-Pops
  - Music by Hiro Murakoshi

  - レコーディングではイメージを最初からガチガチに固めず、ジャムセッションのフリーな形でやわらかく大きなノリでまとめられた曲[6]。
2. I Don't Wanna Miss You - (4:22)
  - Words by Joy-Pops
  - Music by Hiro Murakoshi

  - サビのアイデアは元からあり、スタジオでセッションしていきながら歌詞と共に絞り込まれていった[6]。
3. EASY ACTION - (4:09)
  - Words by Joy-Pops
  - Music by Hiro Murakoshi

  - プロデューサーのジェレミー・グリーンのアイデアもあり、ギターがガンガン鳴っているR&Rに仕上がった[6]。
4. Baby, 途方に暮れてるのさ - (4:56)
Words & Music by Hiro Murakoshi
  - 最初からレゲエのリズムだったのではなく普通にやっていたが、曲の雰囲気でやってみたら、結構良かった。歌詞はノートにボロボロ書いたもののトーンみたいなものをまとめたものだという[6]。
5. 道 - (4:15)
  - Words by Joy-Pops
  - Music by Hiro Murakoshi

  - レコーディングで入魂したという曲。最初はラフなマイナーのブルースだったが、段々と輪郭がはっきりして“スライダーズ”になっていった[6]。

### SIDE B
1. Sunshine Eye Angel - (4:33)
Words & Music by Kohei Tsuchiya
  - 土屋公平が作詞作曲を手掛け、ボーカルも土屋自身が担当した楽曲。プロデューサーの友人から借りたエレキ・シタールを土屋が弾いている[6]。
2. HOLD ON - (4:12)
Words & Music by Hiro Murakoshi
  - ブラスが入り、プロデューサーの趣味もあってR&B色の強い曲となった[6]。
3. Hyena - (4:10)
  - Words by Joy-Pops
  - Music by Hiro Murakoshi

  - 曲は何度か作り直していくつかパターンが出来ていた。録音はスタジオで切れるほどのテンションとドライブ感の高い音になっている。ハイエナは村越のイメージを指して歌われている[6]。
4. Don't Stop The Beat - (3:43)
  - Words by Joy-Pops
  - Music by Hiro Murakoshi

  - スタジオでセッションしながら研かれた曲。バンドのグルーヴ感が非常によく出ている。コーラスにプロデューサーのジェレミー・グリーンが参加している[6]。
5. 風が強い日 - (3:51)
  - Words by Joy-Pops
  - Music by Hiro Murakoshi

  - 風、雲、鳥という言葉は土屋の風景の中ではっきりしていて、村越も（言葉の）変わり得ないところ、表現はダイレクトなほうがいいと考えているという[6]。

## クレジット
- THE STREET SLIDERS are：
  - HIROAKI MURAKOSHI（Vo.Gt.）
  - KOHEI TSUCHIYA（Gt.Vo）
  - YOJI ICHIKAWA（Ba.Vo）
  - MASAO SUZUKI（Dr.）
- Produced：JEREMY GREEN
- Engineered and Mixed：KEITH FERNANDEZ
- Assistant：DICK BEETHAM, DANIEL GREEN, MIJ, DIETMAR SCHILLINGER, STUART STAWMAN
- Mastered：CHRIS BLAIR
- Recorded：MARCUS STUDIOS, WESSEX STUDIO
- Mastered：ABBY ROAD STUDIO
- Keyboards：MICKY GALLAGHER
- Percussion：BOSCO DE OLIVEIRA
- Trombone：ANNIE WHITEHEAD
- Saxophone：STEVE GREGORY, DAVE BITELL
- Trumpet：PAUL SPONG
- Recording Co-ordinated：KAZ UTSUNOMIYA, KEITH BLACKHURST
- Directed：SHINTARO YAMAMOTO
- Artist Management：EMI ITO, TETSURO MISAWA
- Artist Promoter：KOICHI YUKAWA
- Art Direction：JUNICHI SIMEYA （HEAD BUTT）
- Design：JUNICHI SIMEYA + HEAD BUTT
- Photograph：YORIHITO YAMAUCHI
- Hair and Makeup：KIYOMI YOSHIKAWA
- Executive Produced：IKURO MEGURO